# Drink on It
«Drink On It» — песня американского кантри-певца Блейка Шелтона с его 6-го студийного альбома Red River Blue, вышедшая третьим синглом в январе 2012 года на лейбле Warner Bros. Nashville. Песня была написана Jessi Alexander, Rodney Clawson и Jon Randall.

## История
7 января 2012 года сингл «Drink on It» дебютировал на № 56 в американском чарте Billboard Hot Country Songs, где в итоге достиг первого места, став 11-м для Шелтона чарттоппером в этом хит-параде (2 недели на № 1), третьим подряд с диска Red River Blue вслед за синглами «Honey Bee» (4 недели на № 1) и «God Gave Me You» (3 недели). Следующий 4-й сингл также займёт там первое место.
Сингл получил умеренные отзывы, например, от таких изданий, как Taste of Country, Roughstock.

## Чарты

### Еженедельные хит-парады
| Чарт (2012)                         | Высшая позиция |
| ----------------------------------- | -------------- |
| Канада (Billboard Canadian Hot 100) | 53             |
| США (Billboard Hot 100)             | 39             |
| США (Billboard Hot Country Songs)   | 1              |

### Итоговые годовые чарты
| Чарт (2012)                   | Позиция |
| ----------------------------- | ------- |
| США Country Songs (Billboard) | 29      |

### Сертификации
| Регион | Сертификация | Продажи   |
| --- | ------------ | --------- |
| США (RIAA) | Платиновый   | 1 000 000 |
| * Данные о продажах приведены только на основе сертификации. ^ Данные о тиражах приведены только на основе сертификации. |              |           |